# Domačija nad vse
Domačija nad vse je povest na podlagi prijateljskih pisem, ki jo je napisala Pavlina Pajk in je bila prvič objavljena leta 1889 pri Družbi sv. Mohorja.

## Kratka obnova in analiza dela
Delo Domačija nad vse obsega štirinajst poglavij, ki so vsebinsko, tematsko in motivno povezana. Domačijo nad vse uvrščamo med povesti. Pripoved je usmerjena na zgodbo samo.
V vseh štirinajstih poglavij je glavni lik štirinajst let stara deklica Jelica, ki odrašča pri doktorju Jarneju. Njeno življenje se z vstopom njenega pravega očeta vanj v hipu obrne na glavo, saj jo odtrga iz srečnega okolja ter jo odpelje v Ameriko, kjer pa Jelico doleti nesrečna usoda.
Avtor veliko pozornosti nameni doživljanju usode glavne junakinje, ki se spreobrne s selitvijo v tujino.

## Zgradba
Skozi vseh štirinajst poglavij se dogodki vsebinsko povezujejo in stopnjujejo med seboj. Zgodba je sintetično-analitična, saj gre v delu za spominjanje dogodkov iz preteklosti.

## Književni elementi
Del povesti se dogaja na Slovenskem, del pa v Ameriki. 
Glavne književne osebe v povesti so: deklica Jelica, doktor Jarnej in Jeličin oče. 
Motiv v delu je predvsem Jeličino življenje, ki ji ga zaznamuje vrnitev njenega pravega očeta.
Sporočilo dela je nesrečna usoda Jelice v Ameriki, ki hrepeni po svoji domačiji, kjer je živela idilično življenje.